# Faust So Far
Faust So Far es el segundo álbum del grupo alemán de krautrock Faust, allá por el año 1972. La grabación tiene un sonido más comercial y mucho más accesible que el disco anterior, y donde aparecen algunas de las canciones más importantes del grupo, como "It's a Rainy Day, Sunshine Girl", "No Harm" o "I've Got My Car and My TV". Dejando en un segundo plano la experimentación con el sonido, Faust So Far se acerca mucho más a una grabación de rock convencional que a su primer disco, y en la que el ritmo y la estructura de sus canciones se asemejan al movimiento krautrock de la época.

## Lista de canciones
Todas las canciones compuestas por Faust, excepto las indicadas.
1. "It's a Rainy Day, Sunshine Girl" (Sosna) – 7:31
2. "On the Way to Abamäe" – 2:46
3. "No Harm" (Péron) – 10:22
4. "So Far" – 6:20
5. "Mamie Is Blue" (Sosna) – 6:05
6. "I've Got My Car and My TV" (Sosna) – 3:51
7. "Picnic on a Frozen River" – 0:43
8. "Me Lack Space..." – 0:41
9. "...In the Spirit" – 2:16

## Personal
- Werner "Zappi" Diermaier – Batería
- Hans Joachim Irmler – Órgano
- Jean-Hervé Péron – Bajo
- Rudolf Sosna – Guitarra y teclados
- Gunter Wüsthoff – Sintetizador y saxofón

### Sonido y trabajo artístico
- Kurt Graupner – Ingeniero de sonido
- Uwe Nettelbeck – Productor, diseño del álbum
- Edda Kochl – Impresión

## Historia del lanzamiento
- Faust So Far fue reeditado por Recommended Records en 1979.